# DCUP
Duncan MacLennan, conhecido também pela sigla DCUP, é um DJ e Produtor australiano, que lançou o hit "We No Speak Americano" com Yolanda Be Cool.

## Singles

### Como artista principal
| Título                                                                                        | Ano  | Posições em paradas músicais | Posições em paradas músicais | Posições em paradas músicais | Posições em paradas músicais | Posições em paradas músicais | Posições em paradas músicais | Posições em paradas músicais | Posições em paradas músicais | Posições em paradas músicais | Posições em paradas músicais | Certificações | Álbum             |
| Título                                                                                        | Ano  | AUS                          | AUT                          | BEL                          | FRA                          | ALE                          | HOL                          | SUE                          | SUI                          | UK                           | EUA                          | Certificações | Álbum             |
| --------------------------------------------------------------------------------------------- | ---- | ---------------------------- | ---------------------------- | ---------------------------- | ---------------------------- | ---------------------------- | ---------------------------- | ---------------------------- | ---------------------------- | ---------------------------- | ---------------------------- | --- | ----------------- |
| "We No Speak Americano" (with Yolanda Be Cool)                                                | 2010 | 4                            | 1                            | 1                            | 2                            | 1                            | 1                            | 1                            | 1                            | 1                            | 29                           | - ARIA: 2× platina - BEA: platina - BPI: platina - BVMI: 2× platina - GLF: 6× platina - IFPI SUI: ouro - RIAA: platina - RMNZ: Platinum | Non-album singles |
| "Sugar Man" (with Yolanda Be Cool)                                                            | 2014 | 15                           | —                            | —                            | —                            | —                            | —                            | —                            | —                            | —                            | —                            | - ARIA: platina | Non-album singles |
| "Soul Makossa (Money)" (with Yolanda Be Cool)                                                 | 2015 | —                            | —                            | 11                           | —                            | —                            | —                            | —                            | —                            | —                            | —                            | | Non-album singles |
| "From Me to You" (with Yolanda Be Cool)                                                       | 2016 | —                            | —                            | —                            | —                            | —                            | —                            | —                            | —                            | —                            | —                            | | Non-album singles |
| "—" indica que a gravação não foi incluída nas paradas ou não foi distribuída naquela região. |      |                              |                              |                              |                              |                              |                              |                              |                              |                              |                              | |                   |

## Remixes
2009
- Yolanda Be Cool - "Afro Nuts" (DCUP Remix)
- Killa Kela - "Everyday" (DCUP Remix)
- Act Yo Age featuring Drop The Lime - "Night Of The Hornheadz" (DCUP Remix)
- Pablo Calamari - "Think About You" (DCUP Remix)
- KillaQueenz - "Boyfriend" (DCUP Remix)

2010
- Alesha - "Drummer Boy" (Yolanda Be Cool & DCUP Remix)
- Cicada - "Your Love" (DCUP Remix)
- Jazzbit - "Sing Sing Sing" (Yolanda Be Cool & DCUP Remix)
- Grum - "Can't Shake This Feeling" (DCUP Remix)
- Denzal Park - "Filter Freak" (DCUP Remix)
- Phonat - "When Love Hits The Fan" (DCUP Remix)
- Art vs. Science - "Magic Fountain" (DCUP Remix)

2011
- Toute Freak - "Neighbour" (DCUP Remix)
- Jessica Mauboy - "Saturday Night" (DCUP Remix)
- So Called Friend featuring Marc Deal - "Near Impossible" (DCUP Remix)

2012
- Peking Duk - "The Way You Are" (DCUP Remix)
- Grant Smillie  Walden featuring Zoe Badwi - "A Million Lights" (DCUP Remix)
- P-Money and Dan Aux - "Kinda Lovin" (DCUP Remix)

2013
- Estate - "Slipstream" (DCUP Remix)